# بلاستيك ميموريز
بلاستيك ميموريز (باليابانية: プラスティック・メモリーズ، بالروماجي: Purasutikku Memorīzu) (بالإنجليزية: Plastic Memories)‏ هو مسلسل أنمي تلفزيوني من إخراج يوشيوكي فوجيوارا، ومن إنتاج استوديو دوغا كوبو. عرض الأنمي في 5 أبريل عام 2015 واستمر عرضه حتى 28 يونيو عام 2015، وتكون من 13 حلقة.

## القصة
تدور أحداث القصة في المستقبل القريب في مدينة يعيش فيها البشر مع الروبوتات التي تبدو مثل البشر، ولديها مشاعر إنسانية وذاكرة. تسوكاسا ميزوغاكي، هو فتى عمره 18 عامًا، بعد فشله في امتحانات الالتحاق بالجامعة، يحصل على وظيفة من خلال والده في شركة لصناعة الروبوتات تسمى جيفتا، على الرغم من أنه في البداية لا يعرف ماذا يفعلون، تم تعيينه كمراقب لروبوت اسمه إيسلا.

## الشخصيات
تسوكاسا ميزوغاكي (باليابانية: 水柿 ツカサ، بالروماجي: Mizugaki Tsukasa)
أداء صوتي: ياسواكي تاكومي
إيسلا (باليابانية: アイラ، بالروماجي: Aira)
أداء صوتي: سورا أماميا
ميتشيرو كينوشيما (باليابانية: 絹島 ミチル، بالروماجي: Kinushima Michiru)
أداء صوتي: تشيناتسو أكاساكي
زاك (باليابانية: ザック، بالروماجي: Zakku)
أداء صوتي: سايوري ياهاغي
مازوكي كوانومي (باليابانية: 桑乃実 カヅキ، بالروماجي: Kuwanomi Kazuki)
أداء صوتي: ميغومي تويوغوتشي
كونستانس (باليابانية: コンスタンス، بالروماجي: Konsutansu)
أداء صوتي: ساتوشي هينو
ياسوتاكا هانادا' (باليابانية: 縹 ヤスタカ، بالروماجي: Hanada Yasutaka)
أداء صوتي: كينجيرو تسودا
شيري (باليابانية: シェリー، بالروماجي: Sherī)
أداء صوتي: أيمي
رين كاواراكي (باليابانية: 土器 レン، بالروماجي: Kawarake Ren)
أداء صوتي: شينوسوكي أوغامي
إيرو ميرو (باليابانية: 海松 エル، بالروماجي: Miru Eru)
أداء صوتي: سوميري أويساكا
تاكاو ياماموبي (باليابانية: 山野辺 タカオ، بالروماجي: Yamanobe Takao)
أداء صوتي: نوبوؤو توبيتا
ميكيجيرو تيتسوغورو (باليابانية: 鉄黒 ミキジロウ، بالروماجي: Tetsuguro Mikijirō)
أداء صوتي: ميتسواكي هوشينو
تشيزو شيروهانا (باليابانية: 白花 チヅ، بالروماجي: Shirohana Chizu)
أداء صوتي: ريكو سوزوكي
نينا (باليابانية: ニーナ، بالروماجي: Nina)
أداء صوتي: ميساكي كونو
سوتا واكاناي (باليابانية: 若苗 ソウタ، بالروماجي: Wakanae Sōta)
أداء صوتي: ميساتو فوكوين
مارسيا (باليابانية: マーシャ، بالروماجي: mashiya)
أداء صوتي: ماميكو نوتو
شينونو مي (باليابانية: 東雲، بالروماجي: Shinonome)
أداء صوتي: كينتا مياكي
آندي (باليابانية: アンディ، بالروماجي: Andi)
أداء صوتي: ميكاكو كوماتسو
أنطونيو هورايزون (باليابانية: アントニオ・ホリゾン، بالروماجي: Antonio horizon)
أداء صوتي: هيروشي ناكا
سارا (باليابانية: サラ، بالروماجي: Sara)
أداء صوتي: أياهي تاكاغاكي

## وصلات خارجية
- الموقع الرسمي باللغة اليابانية
- الموقع الرسمي
- بلاستيك ميموريز: قل وداعًا على موقع ComicWalker باللغة اليابانية
- بلاستيك ميموريز على موقع ميجز باللغة اليابانية
- بلاستيك ميموريز على موقع IMDb (الإنجليزية)
- بلاستيك ميموريز على موقع قاعدة بيانات الفيلم (الإنجليزية)
- بلاستيك ميموريز على موقع ANN anime (الإنجليزية)